# چیکنی چاملی
چیکنی چاملی (به انگلیسی: Chikni Chameli)   نام ترانه‌ای است از یک فیلم سینمایی درام و اکشن هندی بنام  مسیر آتش (۲۰۱۲)، به کارگردانی کاران مالاهوتارا و تهیه شده توسط کاران جوهر . این آهنگ برای اولین بار در تاریخ ۱۵ دسامبر ۲۰۱۱ منتشر شد و کاترینا کایف به عنوان هنرپیشه پیشرو در کنار ریتیک روشن و سانجی دات به نمایش درآمد. این ترانه توسط شریا سروده شده است. 

## پذیرش منتقدین
این آهنگ با استقبال خوب منتقدین و مخاطبان روبرو شد. 